# Dragoste la Las Vegas (film)
Dragoste la Las Vegas (titlul original: în engleză Viva Las Vegas) este un film muzical de comedie american, realizat în 1964 de regizorul George Sidney, protagoniști fiind actorii Elvis Presley, Ann-Margret, Cesare Danova și William Demarest.

## Rezumat
Lucky Jackson este un pilot de curse pasionat. Când îl învinge într-o cursă pe campionul italian contele Elmo Mancini, acesta vrea să-l angajeze ca pilot, Dar Lucky respinge oferta pentrucă vrea să concureze cu propria sa mașină. Scopul lui este Marele Premiu din Las Vegas.
Lucky și Mancini ajung în Las Vegas și cunosc într-un atelier de reparații auto pe instructoarea de înot de la hotelul lor, Rusty Martin. Amândoi se îndrăgostesc de această femeie frumoasă. Lucky strânge banii necesari pentru cursa din Las Vegas, dar îi pierde când este împins în piscină de tânăra instructoare de înot a hotelului, Rusty și de atunci trebuie să lucreze ca ospătar pentru a-și plăti facturile. Rusty, la rândul ei, se îndrăgostește de Lucky și încearcă să-l convingă să renunțe la cursele auto. Pentru a-l face pe Lucky gelos, ea începe să cocheteze cu Mancini.
Încercările lui Lucky de a strânge bani pentru un nou motor pentru mașina sa de curse eșuează. În loc de bani, Lucky câștigă un bilet pentru o lună de miere, la spectacolul de descoperit noi talente. Numai când tatăl lui Rusty îi împrumută bani cu câteva ore înainte de începerea cursei, Lucky poate cumpăra motorul de care are urgent nevoie. Mancini a fost eliminat din cursă din cauza unui accident. Lucky câștigă cursa și poate să se căsătorească cu Rusty.

## Distribuție
- Elvis Presley – Lucky Jackson
- Ann-Margret – Rusty Martin
- Cesare Danova – contele Elmo Mancini
- William Demarest – M. Martin
- Nicky Blair – Shorty Farnsworth
- The Jubilee Four – ei însăși
  - actorii necreditați
- Robert Williams – mecanicul Swanson
- Ivan Triesault – majodomul hotelului
- Roy Engel – Baker
- Bob Nash – Big Gus Olson
- Alan Fordney – l'annonceur du premier grand prix automobile de Las Vegas
- Barnaby Hale – mecanicul
- Francis Ravel – François
- Teri Garr – o showgirl

## Melodii din film
- Viva Las Vegas : interpretat de Elvis Presley
- The Yellow Rose of Texas/The Eyes of Texas : interpretat de Elvis Presley
- The Lady Loves Me : interpretat de Elvis Presley și Ann-Margret
- C'mon Everybody : interpretat de Elvis Presley
- Today, Tomorrow and Forever : interpretat de Elvis Presley
- The Climb : interpretat de grupul vocal „The Jubilee Four”
- What'd I Say : interpretat de Elvis Presley
- Santa Lucia : interpretat de Elvis Presley
- If You Think I Don't Need You : interpretat de Elvis Presley
- Appreciation : interpretat de Ann-Margret
- I Need Somebody to Lean On : interpretat de Elvis Presley
- My Rival : interpretat de Ann-Margret

## Lansare
Filmul Dragoste la Las Vegas a avut premiera în Statele Unite pe data de 20 mai 1964.
În România premiera filmului a avut loc la data de 2 iulie 1969 la cinematografele „Patria” și „Sala Palatului” din capitală.

## Aprecieri
„ Pe această canava sunt presărate câteva numere muzicale de neuitat ca „The Lady Loves Me”. Deși scenariștii lui Elvis repetă la nesfârșit aceeași poveste, partea muzicală e în necontenită înnoire. Cântărețul, actor de proză greoi și inexpresiv, are un joc lipsit de nuanțe până în clipa când intervine ritmul Ca atins de o baghetă magică, Elvis intră atunci în mediul său și vocea-i catifelată, plină de nuanțe, șterge amintirea monotoniei. ”—T. Caranfil , Dicționar universal de filme 